# Sallya consors
Sallya consors is een vlinder uit de familie Nymphalidae. De wetenschappelijke naam van de soort is voor het eerst geldig gepubliceerd in 1903 door Lionel Walter Rothschild & Karl Jordan.